# بنای یادبود سیبلیوس (هلسینکی)
بنای یادبود سیبلیوس (انگلیسی: Sibelius Monument)، (فنلاندی: Sibelius-monumentti; سوئدی: Sibeliusmonumentet) یک سازه ساخته شده توسط ایلا هیلتونن
به یادبود آهنگساز فنلاندی ژان سیبلیوس واقع در پارک سیبلیوس در منطقه تولو در هلسینکی است.

## پیشینه
این اثر در ۷ سپتامبر ۱۹۶۷ رونمایی شد. طرح این مجسمه پس از مرگ ژان سیبلیوس در سال ۱۹۵۷ در مسابقه‌ای که توسط انجمن سیبلیوس سازماندهی شده بود برنده شد. این سازه انتزاعی شامل بیش از ۶۰۰ لوله فولادی توخالی است که به صورت موج مانند به هم جوش داده شده‌اند. وزن این بنای تاریخی ۲۴ تن و ابعاد آن ۸٫۵ در ۱۰٫۵ در ۶٫۵ متر (۲۸ فوت × ۳۴ فوت × ۲۱ فوت) است. هدف هیلتونن از این ساخت این اثر انتزاعی یادآوری موسیقی اصیل سیبلیوس بود.

## سازه مشابه
نسخه کوچکتر این بنای یادبود، در مقر یونسکو در پاریس واقع شده‌است. هم چنین اثری با مفهوم مشابه، که توسط هیلتونن طراحی شده در محوطه سازمان ملل متحد در شهر نیویورک واقع شده‌است.

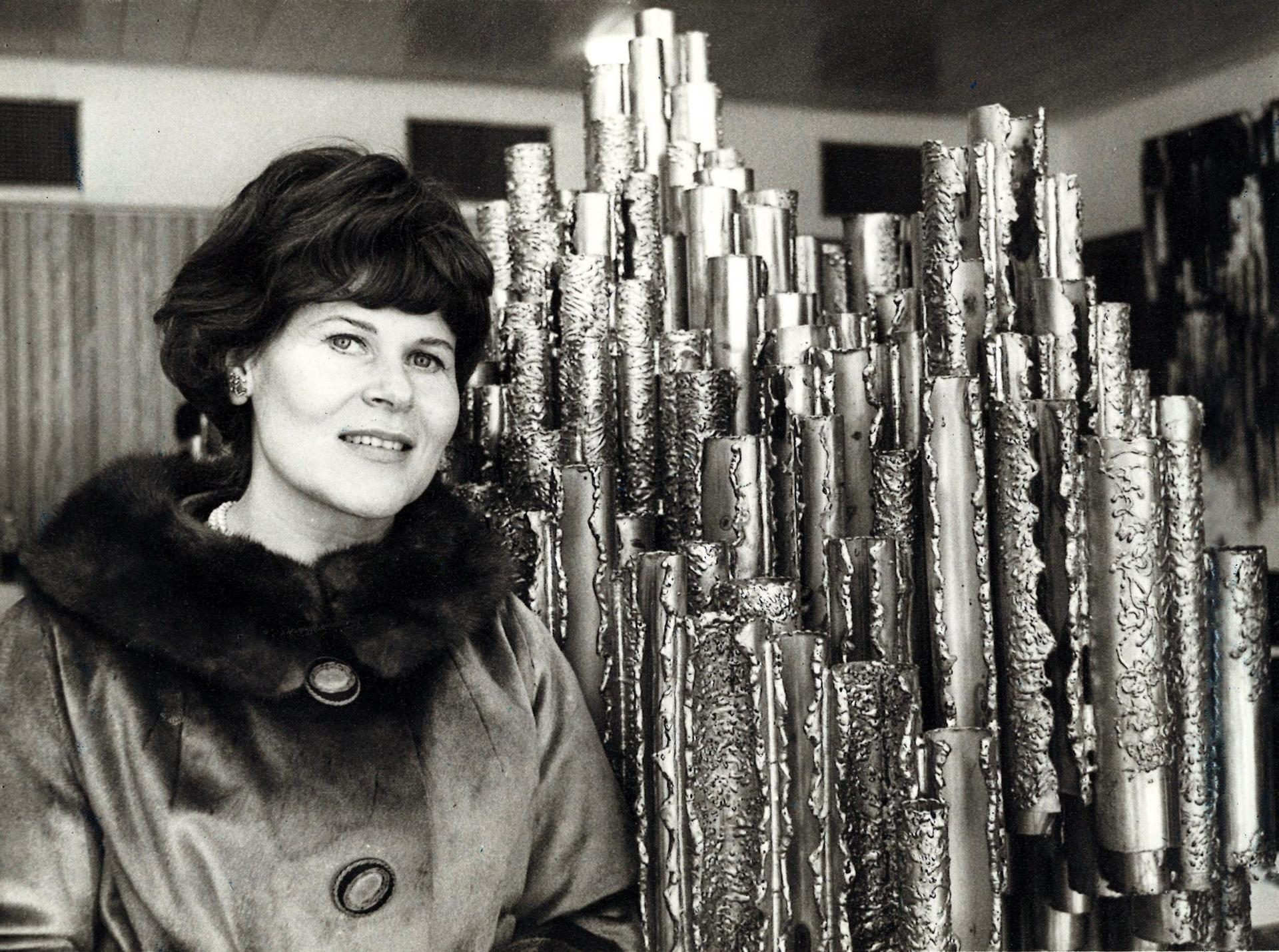
ایلا هیلتونن مجسمه‌ساز فنلاندی با مینیاتوری از بنای یادبود ژان سیبلیوس ۱۹۶۷

## نگارخانه

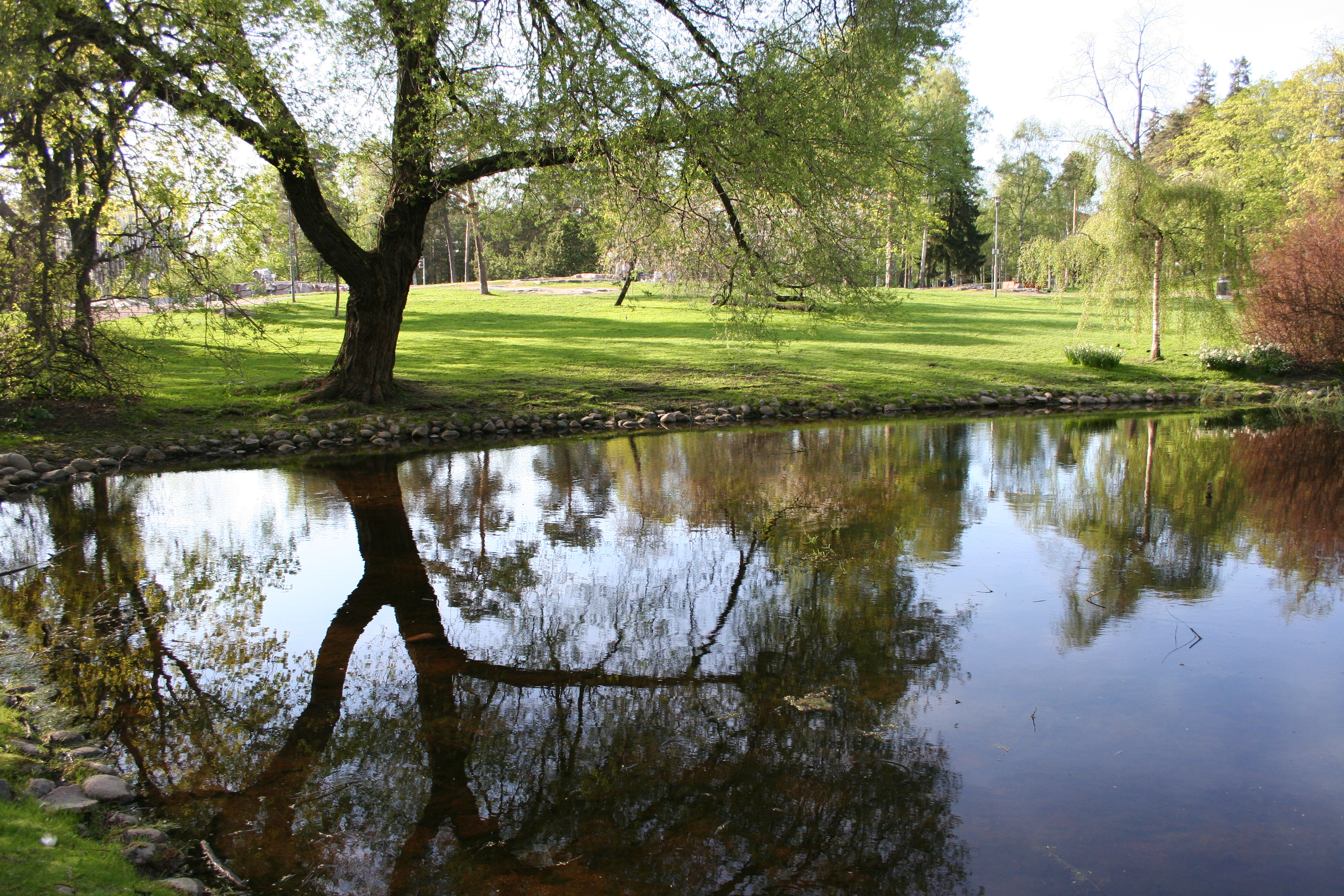
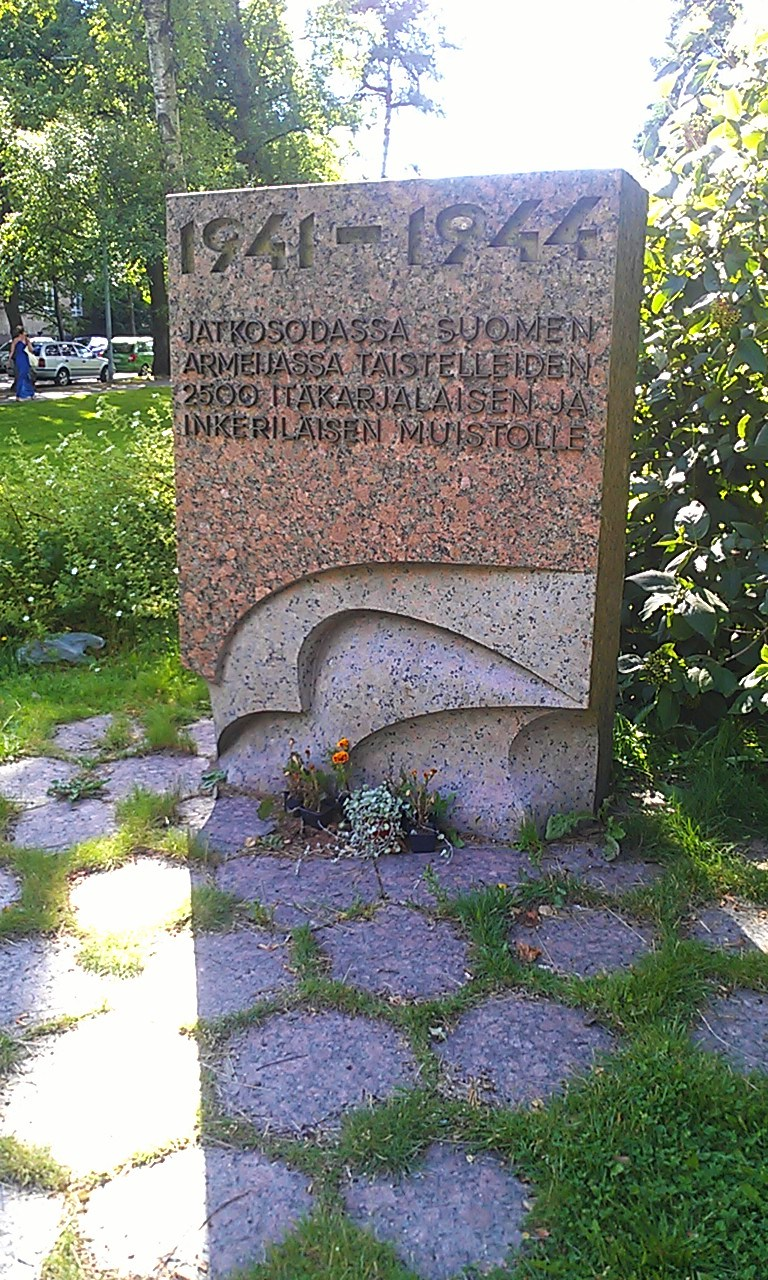
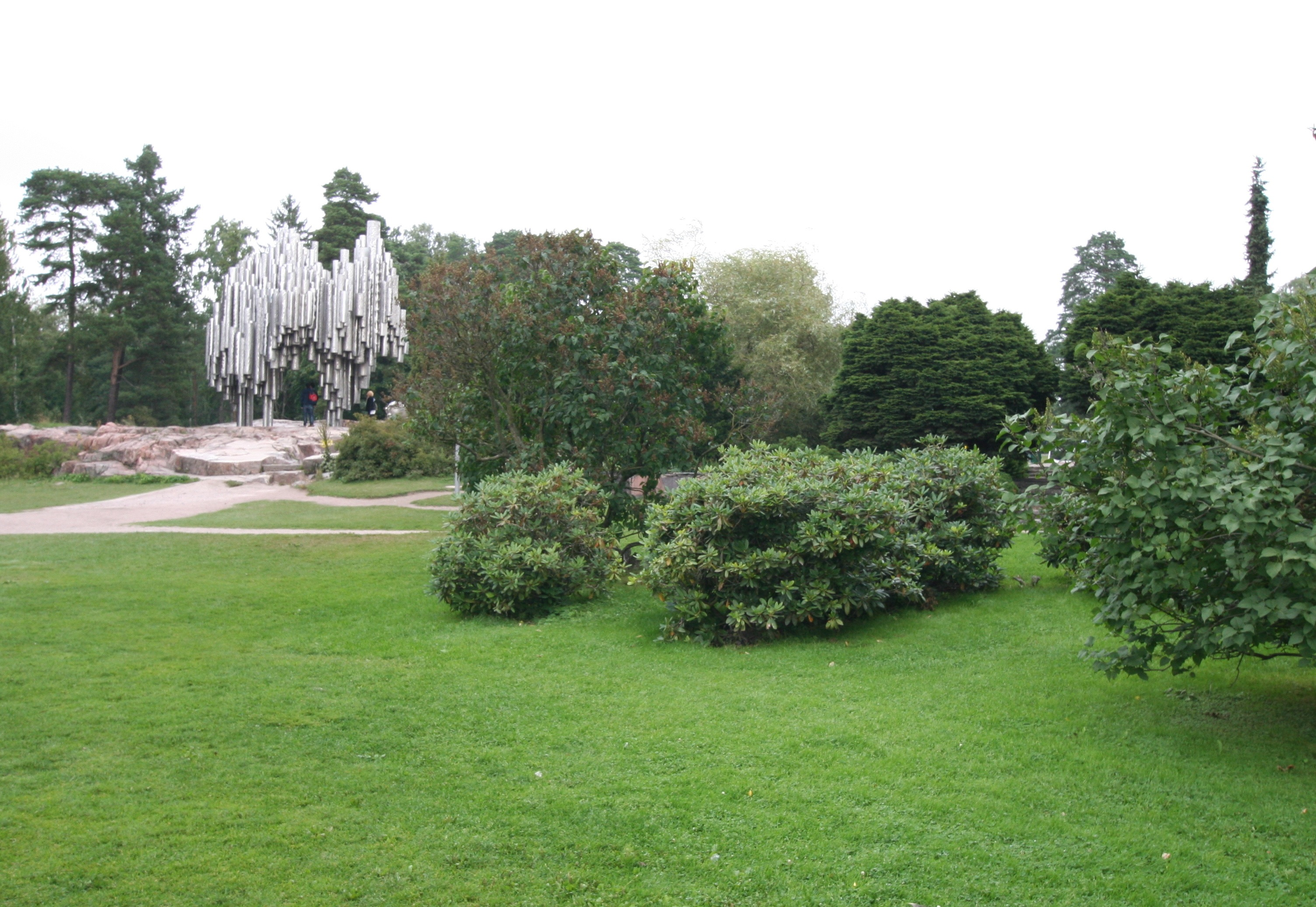